# Мотавіта
Мотавіта — місто й муніципалітет у Центральній провінції департаменту Бояка (Колумбія).

## Географія
Місто розташовано на півночі центральної частини департаменту, у гірській місцевості Східної Кордильєри, на захід від річки Чуло. За 2 кілометри на схід розташований адміністративний центр департаменту, місто Тунха.
Муніципалітет Мотавіта на сході межує з муніципалітетом Комбіта, на південному сході та півдні — з муніципалітетом Тунха, на заході — з муніципалітетами Сора й Чікіса, на півночі — з муніципалітетом Аркабуко.

## Демографія
Динаміка чисельності населення муніципалітету за роками:
| 6,772                                  | 6,898 | 7,033 | 7,157 | 7,284 | 7,409 | 7,540 | 7,671 | 7,797 | 7,933 | 8,067 |
| В період з 2005 по 2015 рік (тис. ос.) |       |       |       |       |       |       |       |       |       |       |